# Musashino, Tokyo
Musashino (武蔵野市 (Võ Tàng Dã thị) Musashino-shi) là một thành phố thuộc ngoại ô Tokyo, Nhật Bản.

## Lịch sử
Thành phố được thành lập ngày 3 tháng 11 năm 1947.

## Giáo dục
Các trường trung học công lập trong thành phố:
- Trung học Musashi  Lưu trữ ngày 30 tháng 11 năm 2009 tại Wayback Machine
- Trung học Bắc Musashino]  Lưu trữ ngày 9 tháng 2 năm 2021 tại Wayback Machine

Ngoài ra còn có Trường trung học cơ sở Musashino  Lưu trữ ngày 22 tháng 8 năm 2009 tại Wayback Machine.